# Ernst Louis Barth
Ernst Louis Barth (* 4. Februar 1831 in Sebnitz; † 1904 in Leipzig) war ein deutscher Pädagoge und Autor.

## Leben
Barth studierte von 1851 bis 1856 an der Universität Leipzig, wo er das Staatsexamen ablegte. Dann wirkte er als Lehrer an Privatinstituten, promovierte und wurde 1861 Lehrer an der ersten Bürgerschule und 1862 Oberlehrer an der damals begründeten Ziller’schen Übungsschule. 1863 gründete er eine Privat-Erziehungsanstalt in Leipzig, deren Direktor er wurde und welche Kindergarten, Elementar- und höhere Knaben- und Töchterschule umfasste.

## Schriften (Auswahl)
- Ueber den Umgang. Ein Beitrag zur Schulpädagogik. Leipzig, 1870.
- Bilder aus dem Kindergarten für Mütter und Erzieherinnen. Leipzig, 1873
- Des deutschen Knaben Handwerksbuch. Bielefeld, 1873.